# Dmitri Donskói (1885)
Dmitri Donskói (en ruso: Дмитрий Донской) fue un crucero acorazado construido para la Armada Imperial Rusa a principios de la década de 1880. Fue diseñada como un asaltante comercial y equipado con un conjunto completo de velas para ahorrar en el consumo de carbón. El barco pasó la mayor parte de su carrera en el extranjero, ya sea en el Lejano Oriente o en el mar Mediterráneo.
Dmitri Donskói fue asignado al Segundo Escuadrón del Pacífico después de que los japoneses destruyeran los barcos rusos desplegados en el Lejano Oriente durante las primeras etapas de la guerra ruso-japonesa de 1904-1905. El escuadrón fue interceptado por la flota japonesa en mayo de 1905 en la batalla de Tsushima después de un largo viaje desde el Báltico. El crucero no sufrió graves daños durante los combates iniciales e intentó continuar hacia Vladivostok después del primer día de combates. Fue avistado por varios grupos de buques de guerra japoneses al día siguiente y sufrió graves daños en el combate resultante. Su capitán ordenó a la tripulación que desembarcara cerca de Ulleungdo e hizo hundir el Dmitri Donskói mar adentro.